# Par où t'es rentré ? On t'a pas vu sortir
Pour plus de détails, voir Fiche technique et Distribution.
Par où t'es rentré ? On t'a pas vu sortir est une comédie française réalisée par Philippe Clair, sortie en 1984.

## Synopsis
Clovis Blaireau (Jerry Lewis), détective privé maladroit, habitant chez sa mère (Jackie Sardou), est engagé par Nadège de Courtaboeuf (Marthe Villalonga) pour faire suivre son mari Prosper (Philippe Clair) et prouver l'adultère à des fins de divorce. Le détective tente de devenir l'ami du mari volage par tous les moyens.
Cependant Nadège entretient une relation extra-conjugale, et son amant décide de supprimer Prosper en provoquant un attentat. Clovis et Prosper finissent par se réfugier en Tunisie, où ils se retrouvent pris dans la guerre entre les partisans du fast-food - dirigés par l'affreux Ben Burger, qui a entrepris d'américaniser Tunis - et ceux du couscous.

## Fiche technique
- Titre anglophone : How Did You Get In? We Didn't See You Leave
- Titre original : Par où t'es rentré ? On t'a pas vu sortir
- Réalisation : Philippe Clair
- Scénario : Philippe Clair, Daniel Saint-Hamont et Bruno Tardon
- Direction artistique : Jean-Michel Hugon
- Musique : Alan Silvestri
- Photographie : André Domage
- Montage : Françoise Javet Frédérix
- Décors :
- Costumes :
- Production : Tarak Ben Ammar
- Société de production : Carthago Coop. Cinematográfica
- Distribution :  France : Gaumont
- Pays :  France et  Espagne
- Genre : comédie
- Durée : 90 minutes
- Format : couleurs
- Budget :
- Date de sortie : France : 19 novembre 1984

## Distribution
- Jerry Lewis (VF : Dominique Paturel) : Clovis Blaireau
- Philippe Clair : Prosper de Courtaboeuf
- Marthe Villalonga : Nadège de Courtaboeuf / Rosette Cioccolini
- Jackie Sardou : Pauline, la mère de Clovis
- Philippe Castelli : Grégori
- Connie Nielsen : Eva
- Lamine Nahdi : Sliman
- Philippe Caroit : Patrick, l'amant de Nadège
- Anne Berger : Eliane Cioccolini
- Georges Blaness : Ben Burger
- Jess Hahn : Mac Douglas, le complice de Ben Burger
- Bernard Pinet : Le travesti qui poursuit Clovis Blaireau
- Henri Attal : Un témoin de l'accident de voitures
- Dominique Zardi : Le tueur à gages
- Yves Barsacq : l'inspecteur de police
- Patrice Melennec : Le mari jaloux
- Sophie Favier: Une des filles de Ben Burger
- Pierre Ghighi: Un mafieux Sicilien

## Autour du film
- Après s'être acheté un nouveau costume, on entend Prosper déclarer : Plus beau que moi, tu meurs, titre du  film qu'il réalisa 2 ans auparavant.
- Lors de la dispute avec Marthe Villalonga dans la voiture, on entend aussi Philippe Clair dire Tais-toi quand tu parles, autre film qu'il a réalisé en 1981.
- Jusqu'en 2024, le film n'a jamais été édité en DVD, le seul moyen de le visionner étant d'acquérir la VHS, distribuée par Carrère. Le film sort en DVD et Blu-ray le 5 novembre 2024
- Rencontrant Philippe Clair au cours d'un festival de Cannes, le compositeur américain Alan Silvestri, séduit par l'enthousiasme du cinéaste, accepta sans même en lire une ligne de scénario de lui fournir une bande musicale bien avant que ce film ne fût tourné.
- En 1984, Jerry Lewis n'avait accepté de tourner en France dans ce film et Retenez-moi... ou je fais un malheur ! réalisé par Michel Gérard qu'à la condition expresse qu'ils ne soient jamais distribués sur le marché américain.